# Gitarist

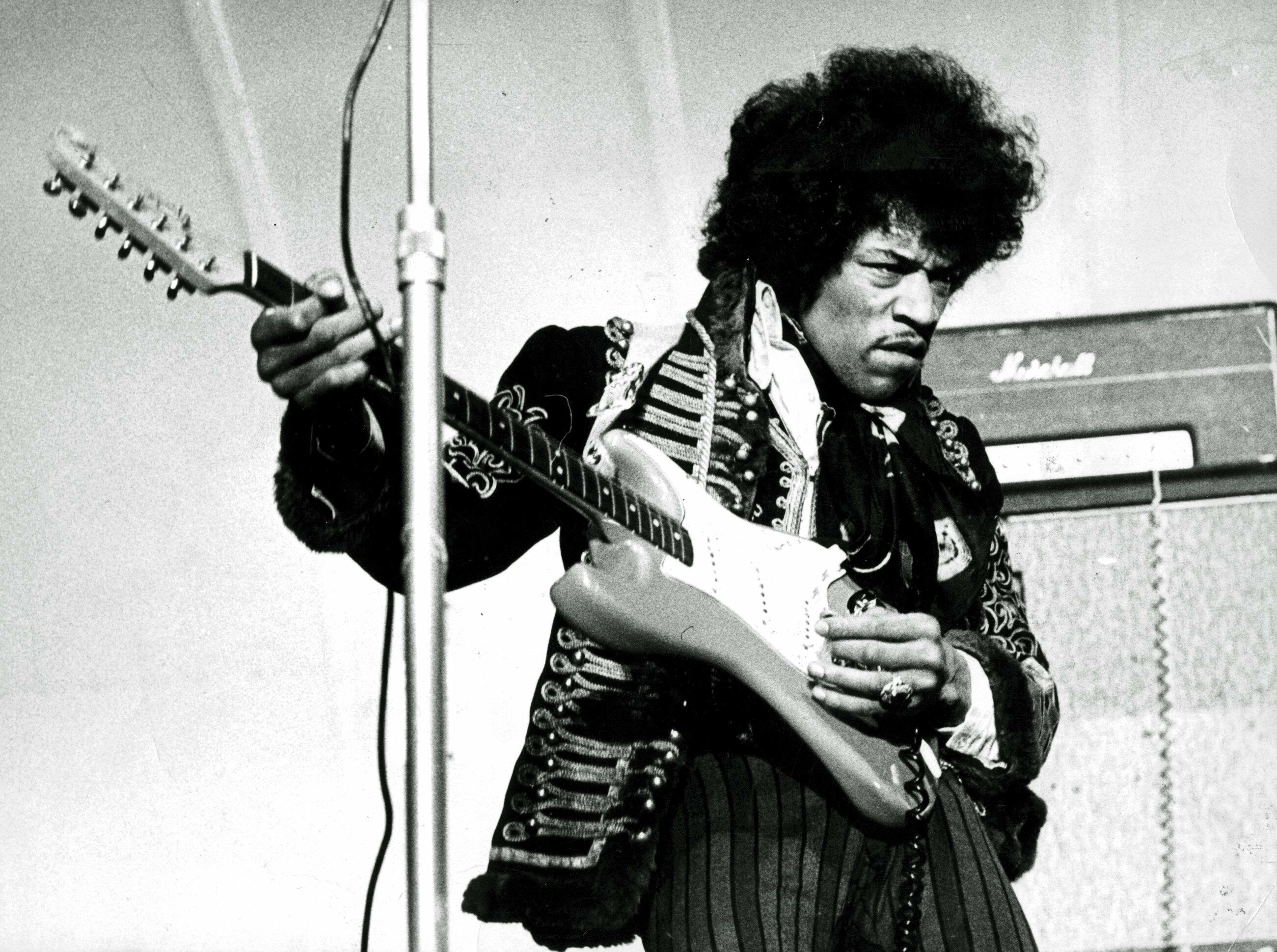
Jimi Hendrix wordt wel gezien als de beste gitarist aller tijden door zowel het publiek als de pers en collega-gitaristen.

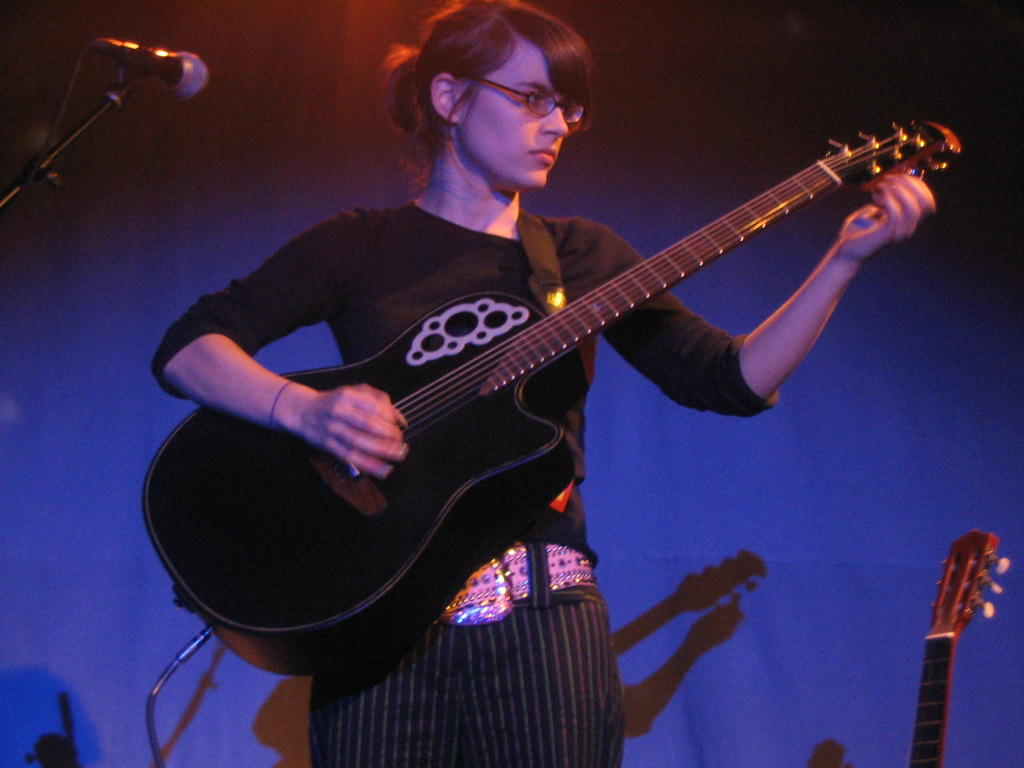
Kaki King belandde op verschillende lijsten van beste vrouwelijke gitaristen.

Een gitarist is een muzikant die als solist of in een muziekgroep gitaar speelt. Gitaristen spelen in diverse genres en kunnen verschillende rollen vervullen in een groep, bijvoorbeeld als ritmebegeleider (slaggitaar) of om melodie te spelen (lead- of sologitaar). Een gitarist kan tijdens het bespelen van het instrument ook zingen of de mondharmonica bespelen.

## Links- en rechtshandig spelen
De meeste gitaristen bespelen de gitaar rechtshandig, dat wil zeggen dat met de rechterhand getokkeld wordt, maar er zijn ook veel gitaristen die de gitaar linkshandig bespelen. Onder de linkshandige spelers zijn er gitaristen die een rechtshandige gitaar andersom bespelen, dus met de hals naar rechts, maar de meesten wisselen ook de snaarvolgorde om, zodat er volledig spiegelbeeldig wordt gespeeld.